# Bell (cràter)
|  | No s'ha de confondre amb Ball (cràter). |

Bell és un cràter d'impacte que es troba a la cara oculta de la Lluna, just a continuació de la seva extremitat occidental. Es troba en una àrea de terreny que està marcat per molts cràters petits, alguns dels quals són cràters satèl·lit de Bell que figuren en la taula següent. Bell es troba dins dels diàmetres dels cràters Laue (al nord) i Helberg (més petit, a l'oest).

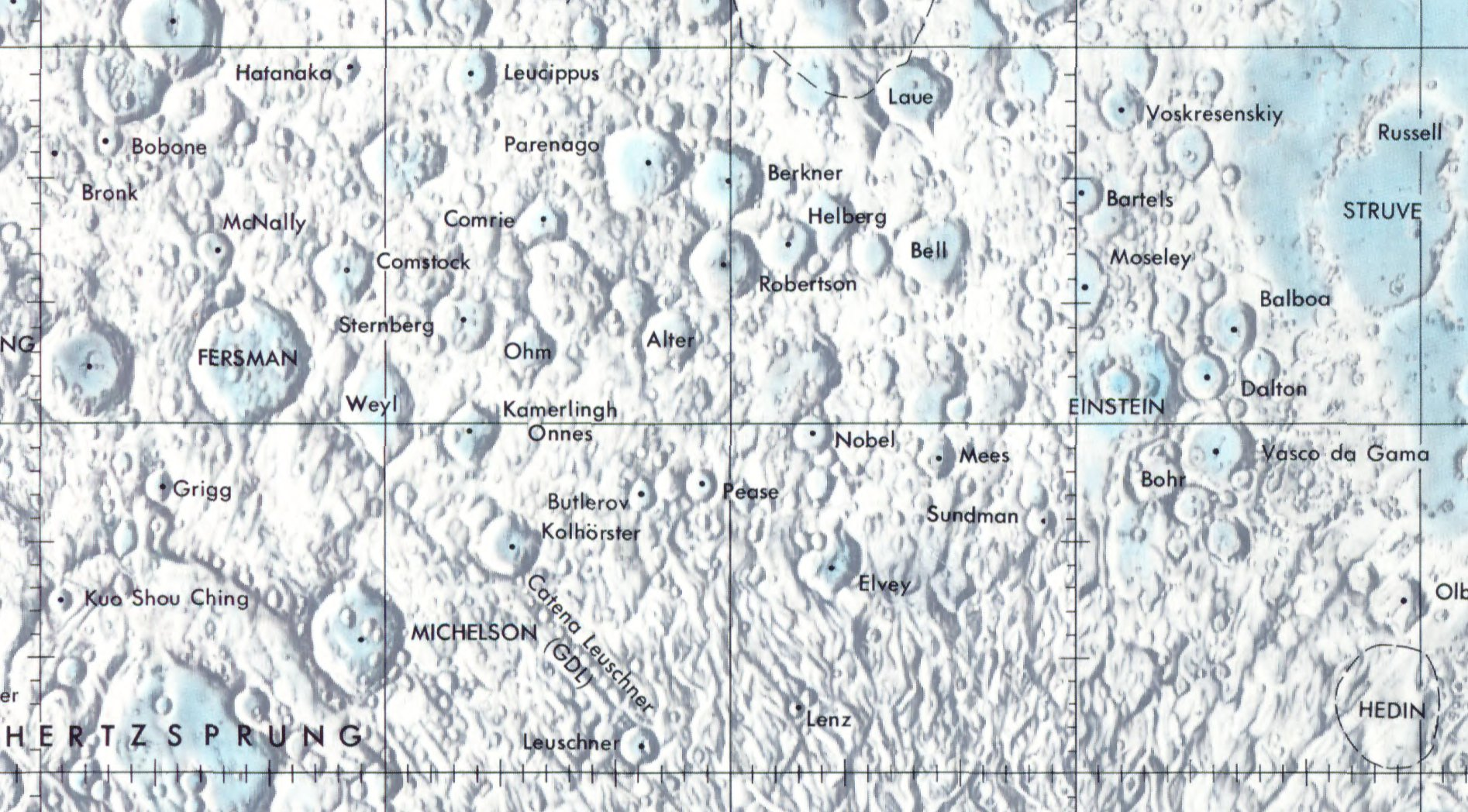
Localització de Bell (centre de la imatge)
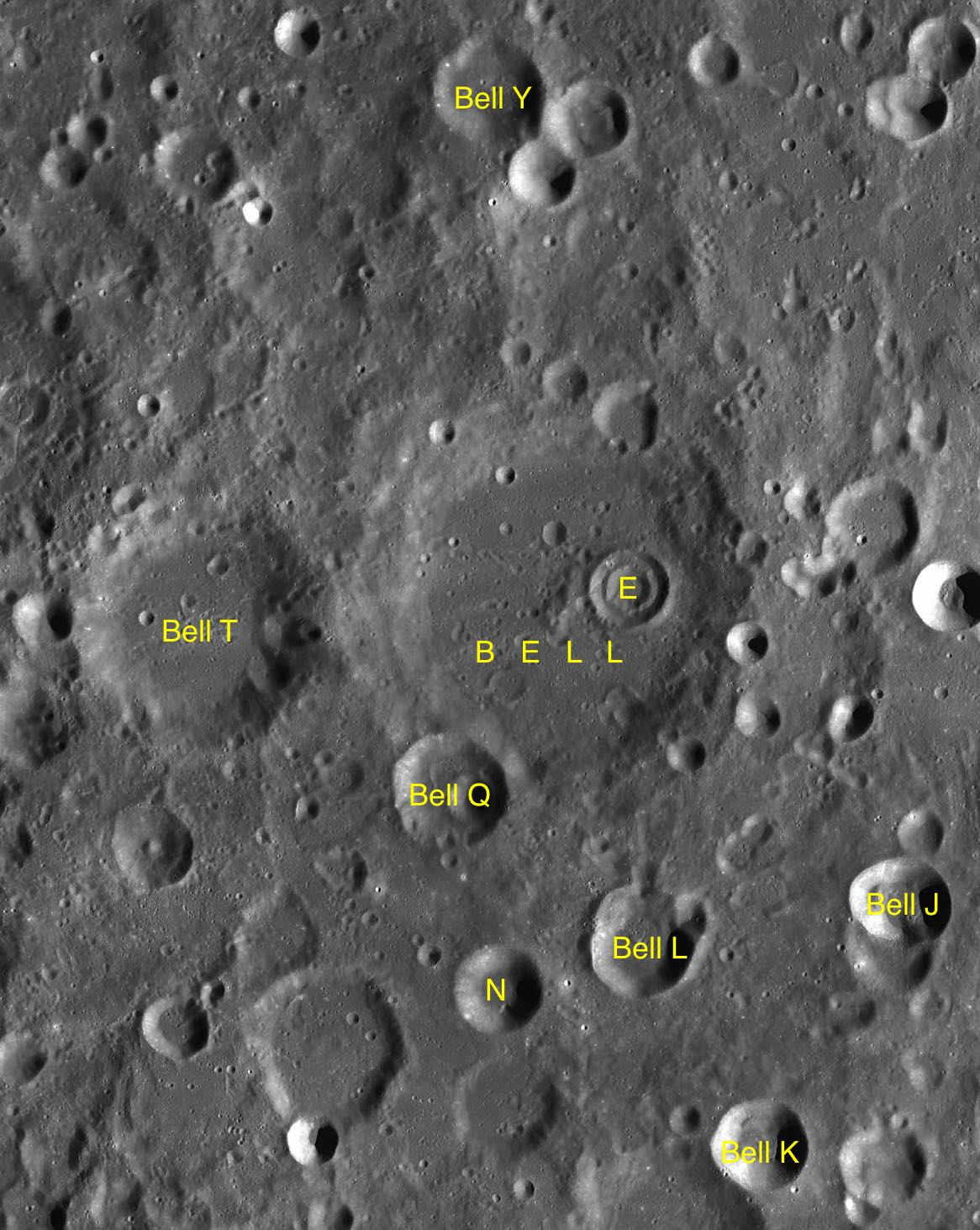
Cràters satèl·lit
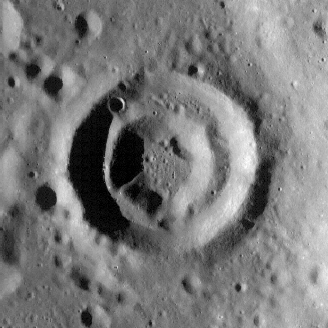
Cràter Bell E. Fotografia de la missió LRO

La paret exterior de Bell ha estat erosionada i reconfigurada per impactes posteriors. El cràter satèl·lit Bell Q es troba a l'altre costat de la vora sud-oest, i cràters més petits s'estenguin més enllà de la seva vora cap al nord i l'est. El sòl interior és relativament pla, marcat pel cràter Bell I que està desplaçat cap a l'est del punt mig.

## Cràters satèl·lit
Per convenció aquests elements són identificats en els mapes lunars posant la lletra en el costat del punt central del cràter que està més proper a Bell.
| Bell | Coordenades                          | Diàmetre |
| ---- | ------------------------------------ | -------- |
| E    | 22° 00′ N, 95° 48′ O / 22.0°N,95.8°O | 15 km    |
| J    | 19° 54′ N, 94° 00′ O / 19.9°N,94.0°O | 18 km    |
| K    | 18° 18′ N, 95° 06′ O / 18.3°N,95.1°O | 18 km    |
| L    | 19° 42′ N, 95° 48′ O / 19.7°N,95.8°O | 23 km    |
| N    | 19° 30′ N, 96° 54′ O / 19.5°N,96.9°O | 18 km    |
| Q    | 20° 42′ N, 97° 12′ O / 20.7°N,97.2°O | 23 km    |
| T    | 21° 54′ N, 98° 54′ O / 21.9°N,98.9°O | 52 km    |
| Y    | 25° 24′ N, 96° 42′ O / 25.4°N,96.7°O | 23 km    |